# 제일일렉트릭
제일일렉트릭 주식회사는 대한민국의 스마트 배전기 기업이다. 제일전기공업에서 현재의 사명으로 변경하였다.